# Orion (svemirska letjelica)
Orion (službeno Orion Multi-Purpose Crew Vehicle ili Orion MPCV) svemirska je letjelica s posadom za djelomično višekratnu upotrebu koja će se koristiti u NASA-inom programu Artemis. Svemirska letjelica sastoji se od svemirske kapsule Crew Module (CM) koju je dizajnirao Lockheed Martin i European Service Module (ESM) koju proizvodi Airbus Defence and Space . Sposoban podržati šesteročlanu posadu izvan niske Zemljine orbite, Orion može izdržati do 21 dan bez pristajanja i do šest mjeseci s pristajanjem na svemirsku stanicu. Opremljen je solarnim pločama, automatiziranim sustavom pristajanja i staklenim sučeljima kokpita po uzoru na ona koja se koriste u Boeingu 787 Dreamliner. Jedan motor AJ10 osigurava primarni pogon svemirske letjelice, dok osam motora R-4D-11 i šest grupa prilagođenih motora sustava kontrole reakcije koje je razvio Airbus, osiguravaju sekundarnu propulziju letjelice. Iako je kompatibilan s drugim lansirnim vozilima, Orion je primarno namijenjen za lansiranje na vrhu rakete Space Launch System (SLS), sa sustavom za bijeg pri lansiranju.
Orion je početkom 2000-ih izvorno osmislio Lockheed Martin kao prijedlog za Crew Exploration Vehicle (CEV) koji će se koristiti u NASA-inom programu Constellation. Prijedlog Lockheed Martina pobijedio je konkurentski prijedlog Northrop Grummana i NASA ga je 2006. odabrala za CEV. Izvorno dizajnirana sa servisnim modulom koji sadrži novi "Orion Main Engine" i par kružnih solarnih panela, letjelica je trebala biti lansirana na vrhu rakete Ares I. Nakon otkazivanja programa Constellation 2010. godine, Orion je uvelike redizajniran za korištenje u NASA-inoj inicijativi Putovanje na Mars; kasnije nazvan Mjesec na Mars. SLS je zamijenio Ares I kao Orionovo primarno lansirno vozilo, a servisni modul je zamijenjen dizajnom koji se temelji na automatiziranom prijenosnom vozilu Europske svemirske agencije. Razvojna verzija Orionovog CM-a lansirana je 2014. tijekom Exploration Flight Test-1, dok su proizvedene najmanje četiri testne jedinice. Od 2020., tri letjelice Orion svemirske letjelice su u izgradnji, s još jednom naručenom, za korištenje u NASA-inom programu Artemis; prvi od njih je lansiran  16.studenog 2022. na Artemis 1.

## Opis svemirske letjelice
Orion koristi istu osnovnu konfiguraciju kao Apollov zapovjedni i servisni modul (CSM) koji je prvi odveo astronaute na Mjesec, ali s povećanim promjerom, ažuriranim sustavom toplinske zaštite i drugim modernim tehnologijama. Bit će sposoban podržavati dugotrajne misije u dubokom svemiru s do 21 danom aktivnog vremena posade plus 6 mjeseci životnog vijeka svemirske letjelice u mirovanju. Tijekom razdoblja mirovanja životna potpora posadi bila bi osigurana pomoću drugog modula, kao što je predloženi Deep Space Habitat. Sustavi održavanja života, propulzije, toplinske zaštite i avionike svemirske letjelice mogu se nadograditi kako nove tehnologije postanu dostupne.
Svemirska letjelica Orion uključuje i posadu i servisne module, adapter za letjelicu i sustav za prekid lansiranja u hitnim slučajevima. Orionov modul za posadu veći je od Apolla i može podržati više članova posade za kratke ili dugotrajne misije. Europski servisni modul pokreće i napaja svemirsku letjelicu, kao i pohranjuje kisik i vodu za astronaute, Orion se oslanja na solarnu energiju, a ne na gorive ćelije, što omogućuje dulje misije.

### Modul posade (CM)
Orionov modul za posadu (CM) je transportna kapsula za višekratnu upotrebu koja pruža boravak za posadu, osigurava pohranu za potrošni materijal i istraživačke instrumente i sadrži priključak za pristajanje za transfer posade. Modul za posadu je jedini dio svemirske letjelice koji se vraća na Zemlju nakon svake misije i ima oblik frustuma od 57,5° s tupim sfernim stražnjim krajem,promjera je 5.02 metara i duljine 3,3 metra s masom od oko 8,5 tona. Proizveden je od strane Lockheed Martin Corporation u Michoud Assembly Facility u New Orleansu. Imat će 50% veći volumen od kapsule Apollo i nosit će četiri do šest astronauta.  Nakon opsežne studije, NASA je odabrala Avcoat ablator sustav za modul posade Orion. Avcoat, koji se sastoji od vlakana silicijevog dioksida sa smolom u saću napravljenom od stakloplastike i fenolne smole, prije je korišten u misijama Apollo i na orbiteru Space Shuttle za prve letove. 
Orionov CM koristit će napredne tehnologije, uključujući:
- Stakleni digitalni kontrolni sustavi kokpita izvedeni su iz onih iz Boeinga 787.[6]
- Značajka "autodock", poput onih za Progress, Automated Transfer Vehicle i Dragon 2, s mogućnošću da posada preuzme dužnost u slučaju nužde. Sve prethodne američke svemirske letjelice bile su usidrene od strane posade, s izuzetkom Dragona 2.
- Poboljšana postrojenja za gospodarenje otpadom, s minijaturnim WC-om u stilu kampiranja i uniseks "reljefnom cijevi" korištenom na Space Shuttleu.
- Dušik/kisik mješovita atmosfera na razini mora ( 101.3 kPa  ).

CM će biti izrađen od aluminij-litijeve legure. Višekratni padobrani za izvlačenje temeljit će se na padobranima koji se koriste i na svemirskim letjelicama Apollo i raketnim pojačivačima na čvrsto gorivo Space Shuttle, a bit će izrađeni od Nomex tkanine. Slijetanje u vodu bit će isključivo sredstvo za oporavak za Orion CM.

### Europski servisni modul (ESM)
U svibnju 2011. glavni direktor ESA-e najavio je moguću suradnju s NASA- om u radu na nasljedniku Automated Transfer Vehicle (ATV). Dana 21. lipnja 2012., Airbus Defense and Space objavio je da su dobili dvije odvojene studije, svaka vrijedna 6,5 milijuna eura, za procjenu mogućnosti korištenja tehnologije i iskustva stečenog iz rada vezanog uz ATV i Columbus za buduće misije. Prvi je razmatrao moguću konstrukciju servisnog modula koji bi se koristio u tandemu s Orion CM-om. Drugi je ispitivao moguću proizvodnju svestranog višenamjenskog orbitalnog vozila.
21. studenog 2012. ESA je odlučila razviti servisni modul izveden iz ATV-a za Orion. Servisni modul proizvodi Airbus Defence and Space u Bremenu, Njemačka. NASA je 16. siječnja 2013. objavila da će servisni modul ESA-e prvo letjeti na Artemis 1, debitantskom lansiranju Space Launch Systema.
Dana 26. listopada 2018. prva jedinica za Artemis 1 sastavljena je u cijelosti u tvornici Airbus Defense and Space u Bremenu u Njemačkoj.